# 截殺威龍
《截殺威龍》（英語：Death Warrant）是一部1990年美國監獄動作驚悚片，由戴倫·沙瑞菲恩執導，大衛·S·高耶編劇，尚-克勞德·范·達美、羅伯特·古勞姆、辛西雅·吉布、喬治·迪克森和派翠克·基爾派翠克主演。故事描述一名警察臥底進監獄中以探尋內部多起死亡案件，但在自己以前的犯人入獄後，卻讓他深陷危機。
該片於1990年9月14日在美國上映，並獲得了負面居多的評價，批評主要集中於其劇情和執導方向，但演出、動作場面和分為則獲得讚賞。該片僅以600萬美元的預算而在全球取得超過4670萬美元的票房佳績。

## 劇情
來自魁北克的皇家加拿大騎警路易斯·柏克刑警在洛杉磯的一棟廢棄房屋中獨自槍殺了患有精神病的殺人狂克里斯汀·「沙人」·奈勒。十六個月後，柏克參加了由州長組成的工作小組，以調查加利福尼亞州哈里森州立監獄（Harrison State Prison）內發生的一系列謀殺案，這已成為威脅他連任的醜聞。柏克將在監獄中臥底成一名搶劫犯，而律師亞曼達·貝克特則扮演他的妻子。
在州立監獄中，柏克結識了室友科諾夫克和書記員霍金斯。雖然柏克從墨西哥幫派手中救了霍金斯，但對方與科諾夫克都不會談論最近的謀殺案。柏克開始追查於醫務室工作的最新受害者（巴爾特）的室友，但該室友也拒絕交談；直到一番威脅後，對方只說警衛及監獄外的人也參與其中。柏克與霍金斯的朋友「牧師」交談，後者為他找到了檔案室的鑰匙。在檔案室中，柏克找到了巴爾特的身故證明書，其中包括某組代碼。他將代碼提供給貝克特，並讓少年駭客提斯戴爾來解析；提斯戴爾確定代碼來自醫務室。在牧師和霍金斯的幫助下，柏克進入醫務室，發現了幾個標有「醫療廢物」的盒子，這些盒子內實際上裝滿了人體器官。
後來，一個新的囚犯到達，柏克發現對方是早被自己殺死的沙人而感到震驚。沙人短暫地逮住了柏克，但並未殺死他，而是將他是臥底警察的事向其他囚犯透露。同時，貝克特和提斯戴爾解密了代碼，該代碼包括囚犯識別號和其血型。名單上的囚犯都沒有與毒品有關的犯罪，而且他們大多是年輕的初犯。所有的身份號碼都與被謀殺的囚犯的號碼匹配。而柏克意識到自己將是下一個。在外面，貝克特隨後參加了由州檢察長湯姆·沃格勒主持的聚會。貝克特相信她的老闆班·金恩與謀殺有所關連，並準備將自己的理論告訴沃格勒。然而，正當她即將這樣做時，她接到了提斯戴爾的電話，提斯戴爾告訴她，謀殺案背後的真兇實際上是沃格勒。沃格勒拿出槍支，向貝克特透露，他的妻子需要進行肝臟移植，結果證明，即使是他的錢和影響也無法及時將她在捐助者名單上提前，使他策劃了一個謀殺健康器官囚犯的陰謀。妻子移植後，他繼續謀取利益。他還透露，他已派出沙人來解決柏克。當他的妻子意外進入房間時，貝克特為此逃脫。
在監獄裡，柏克用計逃出牢房，但沙人也將牢房內所有囚犯的門打開，製造了騷亂。牧師和霍金斯幫助他躲避了警衛；霍金斯受傷但被牧師救出，但牧師隨後被沙人殺死。在柏克和沙人展開對決時，所有的囚犯在旁圍觀。當沙人被柏克踹入鍋爐房門內的火堆後，沙人全身著火再次倖存；但在沙人嘲笑柏克時，柏克再次將他的內腦鑿刺入後方的金屬柱，使對方最終死去。囚犯們悄悄地允許柏克離開監獄，出來後他帶著霍金斯上救護車並與貝克特相聚。

## 演員
- 尚-克勞德·范·達美飾演路易斯·柏克（Louis Burke）
- 羅伯特·古勞姆（英语：Robert Guillaume）飾演霍金斯（Hawkins）
- 辛西雅·吉布（英语：Cynthia Gibb）飾演亞曼達·貝克特（Amanda Beckett）
- 喬治·迪克森（英语：George Dickerson）飾演湯姆·沃格勒（Tom Vogler）
- 派翠克·基爾派翠克（英语：Patrick Kilpatrick）飾演克里斯汀·「沙人」·奈勒（Christian "The Sandman" Naylor）
- 亞特·拉福勒（英语：Art LaFleur）飾演狄·格拉夫中士（Sergeant De Graff）
- 阿卜杜勒·薩拉姆·拉扎克（Abdul Salaam El Razzac）飾演牧師（Priest）
- 阿明·辛默曼（英语：Armin Shimerman）飾演戈特斯曼醫生（Dr. Gottesman）
- 喬舒亞·約翰·米勒（英语：Joshua John Miller）飾演道格拉斯·提斯戴爾（Douglas Tisdale）
- 賴瑞·漢金（英语：Larry Hankin）飾演梅森（Mayerson）
- 康拉德·鄧恩（英语：Conrad Dunn）飾演科諾夫克（Konefke）

## 製作
《截殺威龍》起初命名為《Dusted》。該片為大衛·S·高耶編寫的第二部劇本，也是他賣出的首部劇本。主要拍攝於1989年8月開始進行。

## 外部連結
- 互联网电影数据库（IMDb）上《截殺威龍》的资料（英文）
- AllMovie上《截殺威龍》的资料（英文）
- 爛番茄上《截殺威龍》的資料（英文）